# Aracnologia
Aracnologia é o ramo da zoologia que se dedica ao estudo científico da família dos aracnídeos (classe Arachnida), isto é, aranhas e organismos aparentados, tais como escorpiões, pseudo-escorpiões.

## Classificação
| Reino  | Animal (Animalia)       |
| Filo   | Artrópodes (Arthropoda) |
| Classe | Aracnídeos (Arachnida)  |

Os aracnólogos são principalmente responsáveis no que concerne à classificação dos aracnídeos. Esta pode ser uma tarefa difícil devido ao grande número de espécies de aracnídeos existentes. Duas espécies de aracnídeos podem parecer virtualmente idênticas enquanto que indivíduos da mesma espécies podem ter aparências diferentes
Muitas vezes, só é possível discernir duas espécies através da dissecção com a ajuda de microscópio. Apesar de 40 mil espécies terem sido descritas desde que Carl Alexander Clerck descreveu a primeiras aranhas, 250 anos atrás, estimativas apontam que o número total de espécies de aracnídeos podem chegar às 200 mil. Os cientistas descobrem novas espécies, no campo, numa base frequente, e existem ainda muitas espécies guardadas em colecções que aguardam ser classificadas. Existem colecções de aranhas em museus, que têm mais de cem anos.
Porque é mais fácil estudar a morfologia do que observar o seu comportamento em meio natural (muitas espécies vivem em lugares inacessíveis), o estudo do comportamento de aracnídeos tem sido algo negligenciado.
Por volta de 1970, os aracnídeos começaram a tornar-se animais de estimação populares, mais especificamente as tarântulas. isto levou os vendedores e criadores a começar a dar um segundo nome às espécies (nome comum). Por exemplo, a espécie Brachypelma smithi começou a ser conhecida em inglês como Mexican redknee tarantula, desde que entrou no mercado de venda.